# Christian Brando

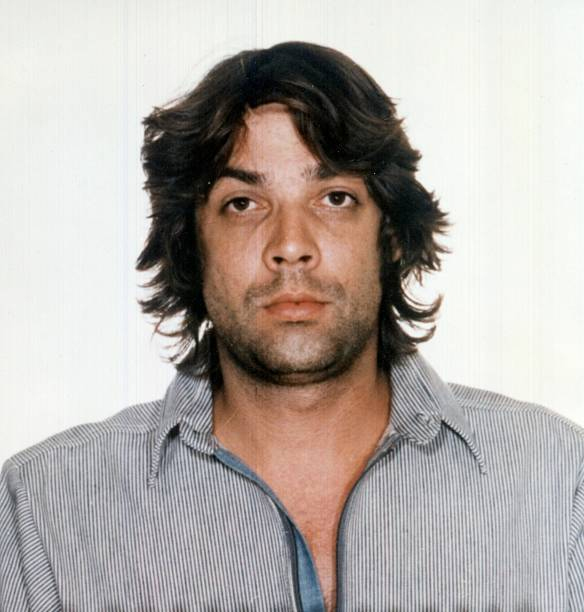
Christian Brando (Mugshot 1990)

Christian Devi Brando (* 11. Mai 1958 in Los Angeles, Kalifornien; † 26. Januar 2008 in Hollywood, ebenda) war ein US-amerikanischer Schauspieler. Er war der älteste Sohn von Marlon Brando und dessen erster Ehefrau Anna Kashfi. Beginnend im Kindesalter trat er als Darsteller – zeitweise unter dem Pseudonym Gary Brown – in einigen wenigen Spielfilmen auf. In die internationalen Schlagzeilen geriet er 1990 durch die Tötung des Freundes seiner Halbschwester Cheyenne.

## Leben

### Kindheit und Jugend
Christian Brando kam 1958 in Los Angeles zur Welt. Seine Mutter war Anna Kashfi, eine junge Schauspielerin und Tochter eines Fabrikarbeiters aus Cardiff, sein Vater der zu diesem Zeitpunkt bereits weltberühmte Schauspieler und Oscar-Preisträger Marlon Brando. Brando hielt die exotische Schönheit zunächst für die Tochter einer wohlhabenden Familie aus Kalkutta, Kashfi relativierte später und gab an, Halbinderin zu sein, da ihr leiblicher Vater aus dem südasiatischen Land stamme. Brando nannte seinen Sohn nach einem seiner engsten Freunde Christian Marquand, mit dem ihm seine Frau eine Affäre nachsagte. Sie weigerte sich daher, diesen Rufnamen zu gebrauchen und sprach den Jungen mit seinem zweiten Vornamen Devi (Sanskrit für „Göttin“) an. Nach nur eineinhalb Ehejahren ließen sich Brando und Kashfi scheiden und führten von da an einen erbitterten Kampf um das Sorgerecht für den gemeinsamen Sohn.
Christian wuchs daraufhin abwechselnd im Haus seines Vaters am Mulholland Drive und dem Bungalow seiner Mutter in Los Angeles auf. Im Alter von drei Jahren kam er auf eine Montessorischule, wurde jedoch im zweiten Jahr wieder herausgenommen. An Brandos Vorschlag, mit dem Kind nach Tahiti zu ziehen, war Kashfi nicht interessiert. Während sie zunehmend unter psychischen Problemen litt und eine Abhängigkeit von Barbituraten entwickelte, hatte Marlon Brando kaum Zeit für seinen Sohn und ließ ihn von verschiedenen Kindermädchen betreuen. Zeitweise wuchs Christian zusammen mit seinem drei Jahre jüngeren Halbbruder Miko, dem Sohn von Brando und dessen zweiter Ehefrau Maria „Movita“ Castaneda, auf. Nach einer Überdosis Kashfis erhielt Brando 1964 vorübergehend das volle Sorgerecht. Um ein wenig Ruhe in den elterlichen Konflikt zu bekommen, lebte Christian 1965 sechs Monate bei seiner Tante Fran.

### Entführung nach Mexiko
Christian Brando wurde als nervöses und unsicheres Kind beschrieben und fand aufgrund des Sorgerechtsstreits seiner Eltern keine Konstante in seinem Leben. „Die Familie änderte ständig ihre Form (...) Ich setzte mich an den Frühstückstisch und fragte ‚Wer bist du denn?‘“, erklärte er später, auf die Umtriebigkeit seines Vaters Bezug nehmend. Während seiner Zeit an der Ojai Valley School begann er zu trinken und Drogen zu nehmen.
Im März 1972 informierte die Internatsleitung beide Elternteile über eine Brandstiftung des Jungen in seinem Schlafzimmer, die er angeblich in Anlehnung an eine Anekdote seines Vaters ausgeübt hatte. Anna Kashfi holte ihren Sohn daraufhin von der Schule ab und ließ ihn nach Nordmexiko bringen. Marlon Brando hielt sich zu diesem Zeitpunkt am Drehort von Der letzte Tango in Paris in Frankreich auf und beauftragte den Privatdetektiv Jay J. Armes mit der Suche nach Christian, als er von dessen Entführung erfuhr. Der Detektiv spürte den 13-Jährigen bei einer Gruppe von Hippies auf, die ihn in einem Zelt versteckten und angaben, Kashfi hätte ihnen eine Belohnung von 10.000 Dollar in Aussicht gestellt. Einem Freund zufolge wurde Christian durch das Erlebnis so schwer traumatisiert, dass er später aus Angst, wieder entführt zu werden, anfing, sich Waffen zu kaufen. Die Polizei gab gegenüber Marlon Brando an, dass sein Sohn von einem der Entführer sexuell missbraucht worden sei. Kashfi bestritt jegliche Beteiligung an der Geschichte, was durch Zeugenaussagen vor Gericht jedoch widerlegt werden konnte.
Im Alter von 16 Jahren verließ Christian Brando die High School und lebte unter der Obhut von JoAnn Corrales, einer langjährigen Angestellten seines Vaters, die meiste Zeit in Kalama, Washington. Die Kleinstadt am Columbia River wurde für den prominenten Sohn zum Rückzugsort, den er für den Rest seines Lebens immer wieder aufsuchte. Er liebte die Wälder und das Fischen und begann als Schweißer und in der Holzindustrie zu arbeiten. In dieser Branche gründete er ein eigenes Unternehmen, das ihn unter anderem nach Tetiaroa, einem von seinem Vater gepachteten Südseeatoll nördlich von Tahiti, führte. Mit 22 heiratete er seine langjährige Freundin Mary McKenna. Sechs Jahre später wurde die Ehe geschieden, nachdem McKenna über körperlichen Missbrauch und Todesdrohungen geklagt hatte.

### Tötung von Dag Drollet
Bei seinen Aufenthalten in Los Angeles pendelte er zwischen dem Anwesen am Mulholland Drive und seinem eigenen Haus am Wonderland Avenue, das sein Vater für ihn gekauft hatte, hin und her. Letzteres nutzte er vor allem als „Absturzort“ und ließ Obdachlose und Freunde aus dem Drogenmilieu dort übernachten. Seine Beziehung zu Marlon Brando, der sich immer weiter aus der Öffentlichkeit zurückzog, wurde als äußerst kompliziert und unruhig beschrieben. Laut Weggefährten litt der junge Brando unter der Bürde seines berühmten Namens.
Am 16. Mai 1990 war Christian wieder einmal im Haus seines Vaters zu Gast, wo sich außerdem seine im achten Monat schwangere, tahitianische Halbschwester Cheyenne Brando und der Kindsvater Dag Drollet aufhielten. Die beiden hatten sich kürzlich getrennt, Drollet jedoch zugestimmt, Cheyenne bei der psychiatrischen Behandlung nach einem Autounfall beizustehen. Gegen 22:40 Uhr  Ortszeit kam es zu einem Streit zwischen Brando und Drollet, bei dem der Tahitianer mit einer Pistolenkugel des Kalibers .45 getötet wurde. Der ebenfalls anwesende Marlon versuchte noch, den 26-Jährigen mittels Mund-zu-Mund-Beatmung wiederzubeleben, blieb dabei aber erfolglos. Am folgenden Tag wurde Christian Brando wegen Mordes und illegalen Waffenbesitzes angeklagt und festgenommen.
Der folgende Prozess wurde von der Hollywood-Presse zu einer medialen Sensation hochgeschaukelt und erregte auch international Aufmerksamkeit. Christian Brando sagte aus, dass seine Halbschwester ihm während des Abendessens anvertraut hatte, Drollet habe sie geschlagen. Daraufhin sei es zu einem Handgemenge zwischen den beiden gekommen, bei dem sich ein Schuss aus der Pistole gelöst habe. Der zum Tatzeitpunkt stark betrunkene Brando habe seinen Kontrahenten zwar mit der Waffe erschrecken, ihn aber nicht erschießen wollen. Die Staatsanwaltschaft schenkte diesen Angaben keinen Glauben und hielt an der Mordanklage fest, zumal am Schauplatz keine Spuren eines Kampfes gefunden werden konnten. Tatsächlich war der tote Drollet mit einer Schusswunde im Gesicht vor dem Fernseher sitzend aufgefunden worden. Eine wichtige Rolle im Prozessverlauf spielte Marlon Brando, der ein leidenschaftliches Plädoyer für seinen Erstgeborenen hielt, in dem er unter anderem sein eigenes Versagen als Vater thematisierte. Die Aussage des Hollywoodstars wurde von zynischen Beobachtern als „Höhepunkt“ des Prozesses und eine „seiner besten Performances“ beschrieben. Seine Tochter Cheyenne schickte er unterdessen außer Landes, was ihm von der Staatsanwaltschaft als „Limitierung ihrer Möglichkeiten“ ausgelegt wurde. Brando habe damit verhindern wollen, dass Cheyenne ihren Halbbruder als Zeugin belastet. Nach intensiven Verhandlungen kam es schließlich zu einem Deal zwischen der Anklage und der Verteidigung unter Robert Shapiro und Christian Brando bekannte sich im Februar 1991 des voluntary manslaughter schuldig. Das Obergericht von Santa Monica verurteilte ihn zu einer Freiheitsstrafe von zehn Jahren in der California Men’s Colony, einem Staatsgefängnis in San Luis Obispo.
Nach viereinhalb Jahren wurde Brando kurz nach dem Suizid seiner Halbschwester vorzeitig aus der Haft entlassen.

### Spätere Jahre
Auf Wunsch seines Vaters kehrte Christian Brando danach nach Kalama zurück, wo er während seiner Bewährung finanzielle Unterstützung durch JoAnn Corrales erfuhr. Gezeichnet vom Prozess und der Zeit im Gefängnis verstärkten sich sein Alkohol- und Drogenkonsum, er wurde abhängig von Crystal Meth und geriet immer tiefer in die Szene. In Kalama kam er ein paar Mal mit dem Gesetz in Konflikt. 2000 wurde er wegen Trunkenheit am Steuer festgenommen, erschien aber nicht zum anschließenden Gerichtstermin, was ihm eine Geldstrafe von 800 Dollar sowie zwei Tage Haft einbrachte. Später im selben Jahr wurde er mit einem gebrochenen Kiefer ins Krankenhaus eingeliefert, nachdem ihn drei Männer an seinem Wohnort zusammengeschlagen hatten.
Erst nach dem Tod seines Vaters im Juli 2004 zog Brando zurück nach Los Angeles. Einige Monate lebte er im Haus am Mulholland Drive, zunächst mit anderen Familienmitgliedern, dann mit Deborah Presley, einer laut eigenen Angaben unehelichen Tochter Elvis Presleys, die er im Oktober 2004 in Las Vegas geheiratet hatte. Marlon Brandos kurz vor dessen Tod – zum Missfallen Christians – testamentarisch eingesetzte Nachlassverwalter drängten jedoch auf den Hausverkauf und warfen das frisch vermählte Paar hinaus. Nach nur drei Monaten Ehe trennten sich Brando und Presley, nachdem sie Vorwürfe der häuslichen Gewalt gegen ihn erhoben hatte. Brando bekannte sich schuldig und wurde zu drei Jahren Bewährung verurteilt. In einem Zivilverfahren lastete Presley Brando außerdem Schläge, Drohungen und Terror gegen sie und ihre elfjährige Tochter an, worauf dieser einwilligte, eine Wiedergutmachungszahlung in Höhe von 45.000 Dollar zu leisten.
Brando zog daraufhin bei Donna Geon, einer Endvierzigerin ohne feste Anstellung, am Sunset Boulevard, ein. Etwa zu jener Zeit wurde er in den Kriminalfall Robert Blake verwickelt, in dem der Schauspieler verdächtigt wurde, seine zweite Ehefrau Bonnie Lee Bakley ermordet zu haben. Christian Brando hatte eine kurze Liaison mit der als Betrügerin und Erpresserin von Prominenten bekannten Bakley gehabt und zeitweise sogar geglaubt, Vater ihres Kindes zu sein. Obwohl eine Tonaufnahme einer an Bakley gerichteten Drohung existierte, konnte Brando keine Verbindung mit dem Tod von Blakes Frau nachgewiesen werden. Im Oktober 2005 verfügten Marlon Brandos Nachlassverwalter – aus dem Auktionserlös diverser Memorabilia bei Christie’s – eine einmalige Zahlung von 200.000 Dollar, welche Brando angeblich in sein Drogenproblem investierte. Ihm missfiel das Leben im Apartment und seine Beziehung mit Donna Geon wurde als „stürmisch“ beschrieben. Als Brando im Sommer 2007 eine wichtige Schweißerprüfung nicht bestand, verschlechterte sich sein Geisteszustand zusätzlich.

### Tod und Nachleben
Anfang des Jahres 2008 zog sich Brando eine fatale, doppelte Lungenentzündung zu. Am 11. Januar fand seine Lebensgefährtin Donna Geon ihn in der gemeinsamen Mietwohnung kaum bei Bewusstsein und nach Luft schnappend auf dem Boden liegen. Er wurde ins Hollywood Presbyterian Medical Center eingeliefert, wo er nach zwei Wochen im Koma und bei künstlicher Beatmung am 26. Januar verstarb. Nach seinem Tod entbrannte ein Streit um das Brando-Erbe, der von verschiedenen Parteien ausgefochten wurde. Seine Mutter Anna Kashfi und seine zweite Ehefrau Deborah Presley forderten eine Autopsie, die schließlich die im Krankenhaus festgestellte Todesursache bestätigte. Da Christian Brando selbst am Ende seines Lebens von der Sozialhilfe gelebt hatte und Kashfi und Presley die Begräbniskosten kaum decken konnten, verkauften die beiden Frauen ihre Geschichten an den Boulevard. Der kinderlose Brando wurde am Oddfellows Cemetery in Kalama beigesetzt.

“Marlon and I made a picture together called The Ugly American. In it an Asian leader is talking to hundreds of followers and he says, ‘There’s an old saying: When two elephants fight, the grass is wounded.’ That’s the way I see Christian. He was the wounded grass on which two ferocious elephants fought all those years.”

„Marlon und ich drehten zusammen einen Film namens The Ugly American. Darin spricht ein asiatischer Führer zu hunderten Anhängern und sagt ‘Es gibt ein altes Sprichwort: Wenn zwei Elefanten kämpfen, leidet das Gras.’ So sehe ich Christian. Er war das leidende Gras, auf dem zwei wilde Elefanten all die Jahre über kämpften.“

## Karriere als Schauspieler
Im Gegensatz zu seinem Privatleben blieb Christian Brandos Karriere als Filmdarsteller von der Öffentlichkeit weitgehend unbemerkt. Seine erste Statistenrolle hatte er im Alter von fünf Jahren in der Komödie In Liebe eine 1 an der Seite von James Stewart. 1968 folgten unter dem Pseudonym Gary Brown zwei weitere Auftritte in den Komödien The Secret Life of an American Wife mit Walter Matthau und Lass mich küssen deinen Schmetterling mit Peter Sellers. Nach längerer Schauspielpause verschaffte ihm Barbra Streisand 1983 eine Rolle als jüdischer Student im Musicalfilm Yentl. Seine einzige Hauptrolle spielte er fünf Jahre später als Terrorist im Thriller La posta in gioco des italienischen Regisseurs Sergio Nasca. Nach zwei weiteren kleinen Rollen setzte der Mordprozess 1990 seiner Schauspielkarriere ein Ende.

## Filmografie
- 1963: In Liebe eine 1 (Take Her, She’s Mine, uncredited)
- 1968: The Secret Life of an American Wife
- 1968: Lass mich küssen deinen Schmetterling (I Love You, Alice B. Tokas)
- 1983: Yentl (uncredited)[1]
- 1988: La posta in gioco
- 1989: Unmasked Part 25
- 1990: Wishful Thinking